# Corgatha miltophyres
Corgatha miltophyres är en fjärilsart som beskrevs av Turner 1920. Corgatha miltophyres ingår i släktet Corgatha och familjen nattflyn. Inga underarter finns listade i Catalogue of Life.